# Полобок (Њамц)
Полобок (рум. Poloboc) насеље је у Румунији у округу Њамц у општини Редиу. Oпштина се налази на надморској висини од 293 m.

## Становништво
Према подацима из 2002. године у насељу је живело 1443 становника, од којих су сви румунске националности.